# 차타레 부인의 사랑 (1955년 영화)
《차타레 부인의 사랑》(L'Amant de lady Chatterley, Lady Chatterley's Lover)은 프랑스에서 제작된 마크 알레그레 감독의 1955년 영화이다. 에르노 크리사 등이 주연으로 출연하였다.

## 출연

### 주연
- 에르노 크리사

### 조연
- 다니엘 다리유
- 크리스티앙 마르캉
- 장 무랫
- 재클린 노엘
- 제라르 세티

## 기타
- 원작자: 데이비드 허버트 로렌스
- 미술: 알렉상드르 트로너